# Frans Brusselmans
Pour les articles homonymes, voir Brusselmans.
Frans Julius Maria Lodewijk Brusselmans, né le 9 avril 1893 à Malines et décédé le 6 janvier 1967 à Korbeek-Lo fut un homme politique flamand, membre du parti catholique.
Le docteur en droit Frans Brusselmans fut juriste et professeur à Louvain. Il fut lié au Boerenbond (membre du CA de la Middenkredietkas) en siégea comme défenseur des intérêts de cette organisation de 1921 à 1936 en tant que député élu dans l'arrondissement de Furnes-Dixmude-Ostende.

## Sources
- base bio ODIS

1. ↑  « http://www.archiefbank.be/dlnk/AE_2155 »